# Гурий (Спирин)
Епи́скоп Гу́рий (в миру Григо́рий Андре́евич Спи́рин; 1865, деревня Нареево, Богородский уезд, Московская губерния — 10 мая 1937, Горький) — епископ Древлеправославной Церкви Христовой (Белокриницкой иерархии), епископ Нижегородский и Костромской.

## Биография
Родился в семье крестьян в деревне Нареевой Богородского уезда Московской губернии в 1864 году.
31 января 1896 года рукоположён в священный сан епископом Нижегородским и Костромским Кирилом (Мухиным). Служил в храме Покрова в Нижнем Новгороде.
10 мая 1917 года переведён из Покровского в Успенский храм Нижнего Новгорода на Суетинской улице «по желанию своих духовных чад и Его Преосвященства владыки Иннокентия» и возведён в протоиереи.
За 25-летнюю службу награждён наперсным крестом и набедренником.
В середине 1920-х годов в семье числилось два сына: Иван и Виктор, и дочери: Мария, Александра, Антонина.
Избран в епископы на Нижегородско-Костромском Епархиальном съезде, утверждён Освященным Собором в 1925 году.
Хиротонисан во епископа в конце июня—июле 1925 года.
Участник Освященных Соборов в 1925, 1926 и 1927 годах.
В 1933 году арестован по статье 58-10 (антисоветская пропаганда), приговорён к заключению на 5 месяцев. Умер 10 мая 1937 года. Похоронен на Бугровском кладбище в Нижнем Новгороде.